# Lonzo Ball
Pour les articles homonymes, voir Ball.
Lonzo Anderson Ball, né le 27 octobre 1997 à Anaheim (Californie), est un joueur américain de basket-ball évoluant au poste de meneur pour les Cavaliers de Cleveland.
Il est sélectionné en deuxième position par les Lakers de Los Angeles lors de la draft 2017 de la NBA.

## Biographie

### Carrière lycéenne et universitaire
Lonzo Ball va au lycée de Chino Hills en Californie. Lors de sa dernière année, il mène son équipe (où jouent aussi ses deux frères LiAngelo et LaMelo) à un titre et finit sur une saison sans défaite. Il réalise une saison en triple-double avec en moyenne 23,9 points, 11,3 rebonds et 11,7 passes décisives par match.
Il rejoint en 2016 l'université de Californie à Los Angeles où il joue pour les Bruins d'UCLA.

### Lakers de Los Angeles (2017-2019)
Le 22 juin 2017, il est drafté en 2e position par les Lakers de Los Angeles.
Pour son premier match de NBA Summer League où il est très attendu, en 32 minutes de jeu, il termine à 2 sur 15 au tir, dont 1 sur 11 à trois points en inscrivant seulement 5 points, 4 rebonds et 5 passes décisives pour une défaite (96-93, après prolongation) contre les Clippers de Los Angeles. Pour son deuxième match, Lonzo Ball réalise son premier double-double du tournoi, il marque 36 points, fait 11 passes décisives, prend 8 rebonds et réalise 2 contres dans la victoire in extremis des Californiens face aux Sixers sur le score de 103 à 102.
Il réalise un triple-double face aux Cavaliers de Cleveland, avec 16 points, 10 rebonds, 12 passes décisives, 5 interceptions et 2 contres pour une victoire (94-83) propulsant son équipe en quart de finale. En ne jouant pas la finale pour cause de blessure, il termine MVP de ce tournoi avec 16,3 points, 7,7 rebonds, 9,3 passes, 2,5 interceptions et 1 contre par match. Les Lakers finissent champions en battant les Trail Blazers de Portland (110-98).
Le 11 novembre 2017, il devient à 20 ans et 15 jours le plus jeune joueur à réaliser un triple-double en NBA (19 points, 11 rebonds et 13 passes), face aux Bucks de Milwaukee, battant le précédent record de LeBron James. Son record est battu plus tard dans la saison par Markelle Fultz.

### Pelicans de La Nouvelle-Orléans (2019-2021)
À l'intersaison 2019, les Lakers envoient Ball, Brandon Ingram, Josh Hart et trois premiers tours de draft aux Pelicans de La Nouvelle-Orléans contre Anthony Davis.

### Bulls de Chicago (2021-2025)
Lors du marché des agents libres, il signe pour quatre ans et 85 millions de dollars avec les Bulls de Chicago via un sign-and-trade en échange de Tomáš Satoranský, Garrett Temple et un futur second tour de draft,.
En janvier 2022, Lonzo Ball se déchire un ménisque au genou gauche. Il est opéré deux fois en 2022 et ne joue pas de la saison 2022-2023 et manque l'intégralité de la saison 2023-2024 à la suite d'une troisième opération en l'espace de 14 mois,.
Le 23 juin 2023, le vice-président exécutif des opérations des Bulls de Chicago, Artūras Karnišovas, annonce que Lonzo Ball ne devrait pas pouvoir participer à la saison 2023-2024 : « On ne s’attend pas à ce qu’il revienne la saison prochaine. Il continue sa rééducation »,,.
Le 16 octobre 2024, Lonzo Ball rejoue, lors d'un match de présaison, plus de 1000 jours après sa dernière apparition. Il joue 15 minutes et marque 10 points.

### Cavaliers de Cleveland (depuis 2025)
Durant l'été 2025, il est transféré en direction des Cavaliers de Cleveland contre Isaac Okoro.

## Palmarès

### Universitaire
- Naismith Prep Player of the Year Award (2016)
- Morgan Wootten National Player of the Year (2016)
- USA Today Player of the Year (2016)
- Mr. Basketball USA (2016)
- McDonald's All-American Team (2016)
- Ballislife All-American Game (2016)
- Ballislife All-American Game MVP (2016)
- California Mr. Basketball (2016)
- Los Angeles Times Player of the Year (2016)

### NBA
- NBA All-Rookie Second Team (2018)

## Statistiques

### Universitaires
Les statistiques de Lonzo Ball en matchs universitaires sont les suivantes :
| Saison    | Équipe   | Matchs | Titul. | Min./m | % Tir | % 3pts | % LF | Rbds/m. | Pass/m. | Int/m. | Ctr/m. | Pts/m. |
| --------- | -------- | ------ | ------ | ------ | ----- | ------ | ---- | ------- | ------- | ------ | ------ | ------ |
| 2016-2017 | UCLA     | 36     | 36     | 35,1   | 55,1  | 41,2   | 67,3 | 6,00    | 7,61    | 1,83   | 0,78   | 14,56  |
| Carrière  | Carrière | 36     | 36     | 35,1   | 55,1  | 41,2   | 67,3 | 6,00    | 7,61    | 1,83   | 0,78   | 14,56  |

### Professionnelles

#### Saison régulière
| Saison    | Équipe              | Matchs | Titul. | Min./m | % Tir | % 3pts | % LF | Rbds/m. | Pass/m. | Int/m. | Ctr/m. | Pts/m. |
| --------- | ------------------- | ------ | ------ | ------ | ----- | ------ | ---- | ------- | ------- | ------ | ------ | ------ |
| 2017-2018 | L.A. Lakers         | 52     | 50     | 34,2   | 36,0  | 30,5   | 45,1 | 6,92    | 7,23    | 1,69   | 0,83   | 10,15  |
| 2018-2019 | L.A. Lakers         | 47     | 45     | 30,3   | 40,6  | 32,9   | 41,7 | 5,34    | 5,43    | 1,47   | 0,40   | 9,89   |
| 2019-2020 | La Nouvelle-Orléans | 63     | 54     | 32,1   | 40,3  | 37,5   | 56,6 | 6,08    | 6,95    | 1,40   | 0,60   | 11,83  |
| 2020-2021 | La Nouvelle-Orléans | 55     | 55     | 31,8   | 41,4  | 37,8   | 78,1 | 4,78    | 5,75    | 1,49   | 0,56   | 14,58  |
| 2021-2022 | Chicago             | 35     | 35     | 34,6   | 42,3  | 42,3   | 75,0 | 5,40    | 5,10    | 1,80   | 0,90   | 13,00  |
| 2024-2025 | Chicago             | 35     | 14     | 22,2   | 36,6  | 34,4   | 81,5 | 3,40    | 3,30    | 1,30   | 0,50   | 7,60   |
| Carrière  | Carrière            | 287    | 253    | 31,2   | 39,8  | 36,2   | 59,9 | 5,50    | 5,80    | 1,50   | 0,60   | 11,40  |

Mise à jour le 18 avril 2025

## Records sur une rencontre en NBA
Les records personnels de Lonzo Ball en NBA sont les suivants, :
| Type de statistique        | Saison régulière | Saison régulière            | Saison régulière |
| Type de statistique        | Record           | Adversaire                  | Date             |
| -------------------------- | ---------------- | --------------------------- | ---------------- |
| Points                     | 33               | 2 fois                      | 2 fois           |
| Paniers marqués            | 12               | @ Suns de Phoenix           | 20 octobre 2017  |
| Paniers tentés             | 27               | @ Suns de Phoenix           | 20 octobre 2017  |
| Paniers à 3 points réussis | 8                | 2 fois                      | 2 fois           |
| Paniers à 3 points tentés  | 17               | @ Timberwolves du Minnesota | 1er mai 2021     |
| Lancers francs réussis     | 5                | 2 fois                      | 2 fois           |
| Lancers francs tentés      | 7                | 2 fois                      | 2 fois           |
| Rebonds offensifs          | 5                | 2 fois                      | 2 fois           |
| Rebonds défensifs          | 13               | 2 fois                      | 2 fois           |
| Rebonds totaux             | 16               | Nuggets de Denver           | 19 novembre 2017 |
| Passes décisives           | 17               | @ Trail Blazers de Portland | 16 mars 2021     |
| Interceptions              | 6                | @ Heat de Miami             | 1er mars 2018    |
| Contres                    | 4                | 4 fois                      | 4 fois           |
| Balles perdues             | 7                | 3 fois                      | 3 fois           |
| Minutes jouées             | 46               | @ Pistons de Détroit        | 13 janvier 2020  |

- Double-double : 37
- Triple-double : 8

Dernière mise à jour : 16 août 2022

## Vie privée
Lonzo a deux frères, LiAngelo et LaMelo, tous deux joueurs de basket-ball.
Il a été en couple depuis le lycée avec Denise Garcia. Ils ont une petite fille, Zoey Tina Ball, née le 22 juillet 2018.[réf. nécessaire]

## Salaires
| Saison      | Équipe              | Salaire      |
| ----------- | ------------------- | ------------ |
| 2017-2018   | L.A. Lakers         | 6 286 560 $  |
| 2018-2019   | L.A. Lakers         | 7 461 960 $  |
| 2019-2020   | La Nouvelle-Orléans | 8 719 320 $  |
| 2020-2021   | La Nouvelle-Orléans | 11 003 782 $ |
| 2021-2022   | Chicago             | 18 604 651 $ |
| 2022-2023   | Chicago             | 19 534 884 $ |
| 2023-2024   | Chicago             | 20 465 117 $ |
| Total Gains | Total Gains         | 92 076 274 $ |
| 2024-2025   | Chicago             | 21 395 348 $ |